# 1780 год в науке
В 1780 году были различные научные и технологические события, некоторые из которых представлены ниже.

## События
- 12 января — в Цюрихе начала выходить газета «Цюрхер Цайтунг» («Zurcher Zeitung»).
- Введение преподавания в Краковском университете на польском языке.
- 19 мая — аномальное астрономическое явление: Чёрный день в 13:25, когда Солнце по неизвестной причине померкло на территории Северной Америки в то время, как Луну в 150 градусах от Солнца наблюдали «видом как кровь» на территории Англии (Библия син.: Откр.6:12 Марк 13:24) («Полный толковый словарь Уэбстера»; газета «Бостон Индепендент Кроникл» от 22.05.1780)
- 10—16 октября — самый смертоносный ураган в истории Атлантики — Великий ураган 1780 года.
- Ами Арганд создал и получил патент на эффективную ламповую горелку.
- Русские промышленники достигли Юкона.

## Родились
- 21 января — Рай Санъё, японский мыслитель-конфуцианец, историк, поэт и художник завершающего этапа периода Эдо, автор «Неофициальной истории Японии» (ум. 1832)
- 11 апреля — Жан Мари Леон Дюфур, французский врач и энтомолог (ум. 1865)
- 26 апреля — Готтхильф фон Шуберт, немецкий естествоиспытатель и философ (ум. 1860)
- 11 июля — Михаил Иванович Адамс, российский зоолог, ботаник, профессор Московского университета (ум. 1836)
- 17 августа — Игнац Трокслер, швейцарский врач, философ и политик (ум. 1866)
- 21 августа — Ерней Бартол Копитар, словенский языковед, один из основоположников научной славистики, пионер австрославизма (ум. 1844)
- 3 сентября — Генрих Христиан Шумахер, немецкий и датский астроном [ум. 1850)
- 1 октября — Йёран Валенберг, шведский ботаник (ум. 1851)
- 15 октября — Христиан-Фридрих Яше, немецкий натуралист, геогност и минералог  (ум. 1871).
- 3 ноября — Марсель де Серр, французский геолог, спелеолог и натуралист, профессор. Член Академии наук и литературы Монпелье (ум. 1862).
- 26 декабря — Мэри Сомервилль, шотландская мемуаристка, математик, эрудит, популяризатор науки (ум. 1872)

## Скончались
- 3 августа — Этьен Бонно де Кондильяк, французский философ (род. 1715).